# Gabriel Zmeškal
Gabriel Zmeškal (20. listopadu 1755, Banská Bystrica – 19. století) byl advokát a veřejný činitel.

## Život
Gabriel Zmeškal pocházel z oravského zemanského rodu, jeho otcem byl Gabriel Zmeškal, matka Katarína, rozená Meerwaldtová, byla Banskobystričanka. Vystudoval právo, působil jako advokát v Banské Bystrici, později městský rychtář v Banské Štiavnici. V roce 1825 byl poslancem uherského sněmu za Banskou Štiavnici a členem komise pro důlní záležitosti.
Jeho bratr Mikuláš Zmeškal (1759–1833) byl hudební skladatel a úředník.